# Herzliya
Herzliya (in ebraico הֶרְצְלִיָּה‎?) è una città di 93 989 abitanti situata nella regione costiera centrale di Israele, poco a nord di Tel Aviv.
Herzliya è parte dell'agglomerato metropolitano di Tel Aviv. Il sobborgo occidentale della città, Herzlya Pituah, che si affaccia sul Mar Mediterraneo, è un elegante centro turistico abitato da molte famiglie dell'élite israeliana ed ospita diverse sedi diplomatiche.

## Storia
La città fu fondata nel 1924 da sette famiglie di pionieri ebrei, vicino al luogo dell'antica base dei Crociati di Arsuf. Prese il nome da Theodor Herzl, il fondatore del moderno movimento sionista. Cresciuta negli anni, fu eretta a municipalità nel 1960.

## Società

### Istituzioni, enti e associazioni
In città è presente l'Herzliya Medical Center, un ospedale privato.

## Economia
Oltre ad essere caratterizzata da una fiorente attività turistica, è sede di importanti industrie culturali (ospita gli studi televisivi "Ulpaney Herzliya") e dell'High tech.

## Infrastrutture e trasporti
La città dispone di un porto turistico fondato nel 1970 e di un piccolo aeroporto.

## Amministrazione

### Gemellaggi
- Alicante
- Banská Bystrica, dal 1995[2]
- Beverly Hills[3]
- Bursa
- Columbus
- Dnipro
- Funchal, dal 1991
- Hollywood
- Lipsia
- Marl